# Michael Lippman
Michael Lippman (...) è un imprenditore, avvocato e manager musicale statunitense. Tra i molti musicisti di cui ha curato gli interessi vi sono David Bowie, George Michael, i Matchbox Twenty ed il loro frontman Rob Thomas. È rispettato e preso come esempio nel mondo musicale per il fiuto negli affari, la lunga esperienza e la risolutezza e inflessibilità nella gestione dei contratti a vantaggio dei propri assistiti. A metà degli anni ottanta fondò la Lippman Entertainment, azienda leader in campo musicale.

## Biografia
Verso la metà degli anni settanta Lippman lavorò per la Arista Records di Clive Davis, che ammirò per l'attaccamento al lavoro e dal quale trasse una forte ispirazione.

### David Bowie
In quello stesso periodo fu avvocato di David Bowie, all'apice del successo e da poco trasferitosi negli Stati Uniti, e all'inizio del 1975 si trovò a gestirne la rottura dei rapporti con il manager Tony Defries, che per anni aveva incamerato ingenti somme derivanti dai lavori del cantante senza farglielo sapere. Fu un periodo difficile per Bowie il quale, già debilitato per gravi problemi di dipendenza dalla cocaina, dovette accettare un accordo che garantì all'ex manager grandi proventi sugli introiti dello stesso Bowie anche per i successivi 10 anni. Con il licenziamento di Defries, Lippman divenne il nuovo manager dell'artista inglese, che si trasferì da New York a Los Angeles.
Sempre nel 1975, Bowie si accinse al debutto cinematografico da protagonista nel film di Nicolas Roeg L'uomo che cadde sulla Terra, per il quale scrisse con Paul Buckmaster una colonna sonora che non piacque al regista. Bowie si infuriò per il rifiuto e a fine anno licenziò Lippman, ritenendolo colpevole di non aver convinto Roeg a usare la sua musica. Nel gennaio 1976 il cantante citò a giudizio Lippman accusandolo di aver trattenuto soldi che non gli spettavano e questi rispose citandolo per danni. Il giugno seguente il tribunale di Parigi diede ragione a Lippman, che dovette però accontentarsi di una cifra inferiore ai 2 milioni di dollari richiesti.

### George Michael
Lippman divenne manager di George Michael poco prima dello scioglimento degli Wham! nel 1986, affiancandosi inizialmente al precedente manager Rob Kahane. Fu di aiuto al cantante durante tutta la carriera da solista; oltre a curarne gli interessi economici, si prese in carico anche molti aspetti organizzativi, tra cui quelli di salvaguardare la privacy dell'artista e di svilupparne la popolarità nel mondo digitale. Il sodalizio con George Michael durò trent'anni, fino alla morte del cantante avvenuta il 25 dicembre 2016. Fu proprio Lippman a comunicare alla stampa che il cantante era morto nel proprio letto per insufficienza cardiaca.

### Matchbox Twenty e Rob Thomas
Verso la metà degli anni novanta divenne il manager dei Matchbox Twenty, allora agli esordi, e in seguito seguì anche la carriera solista del loro frontman Rob Thomas. Dopo qualche anno di appannamento, i Matchbox raggiunsero per la prima volta la vetta della Billboard 200 con l'album del 2012 anche grazie alla gestione di Lippman e della sua azienda.

### Altri artisti
Dopo la separazione da Bowie, nel 1977 Lippman divenne manager del paroliere di Elton John Bernie Taupin; la collaborazione sarebbe proseguita fino alla separazione avvenuta nel 2014, ma i due rimasero amici e vicini di casa, essendo proprietari di due ranch vicini tra loro a Santa Ynez, in California. Tra i musicisti assistiti da Lippman va annoverata Melissa Manchester che, nel periodo in cui lo ebbe come manager, fu nell'edizione dei Premi Oscar 1980 la prima interprete ad avere nella storia della rassegna due brani nominati per l'Oscar alla migliore canzone nella stessa edizione. In tale occasione, Lippman riuscì ad imporre che la Manchester cantasse entrambi i brani durante la cerimonia di consegna dei premi. Altri artisti di rilievo che Lippman ha assistito sono il cantautore Ryan Cabrera, il rapper Chris Webby e la cantautrice Zealyn.

### Lippman Entertainment
A metà anni ottanta, Lippman e il fratello Terry fondarono la Lippman Entertainment (LE), azienda che ha seguito diversi settori del mondo musicale, curando gli interessi di cantanti, gruppi, autori e produttori discografici, la pubblicazione e la registrazione (con una propria etichetta} di materiale discografico ecc. Tra i produttori che sono stati assistiti dalla LE vi sono Mike Clink dei Guns N' Roses, Nellee Hooper di Madonna e Matt Serletic di Rob Thomas e dei Matchbox Twenty. Nel 2014 Nick Lippman, figlio di Michael, è diventato socio della LE, presso la quale lavorava dal 2004, contribuendo in modo decisivo alle importanti innovazioni aziendali in campo digitale.